# Москва (гостиница, Москва)
Гости́ница «Москва́» — одна из крупнейших гостиниц Москвы, построенная в 1932—1935 годах по проекту архитекторов Леонида Савельева, Освальда Стапрана и Алексея Щусева (вторая очередь завершена в 1968—1977 годах). Была снесена в 2004 году. На её месте к 2013 году завершено строительство нового здания гостиницы, воспроизводящего, по заявлениям проектировщиков, внешние формы прежнего — однако оно значительно превосходит его в объёме. В настоящее время здание занимает отель Four Seasons Hotel Moscow, здесь же находятся различные магазины и рестораны.

## История создания

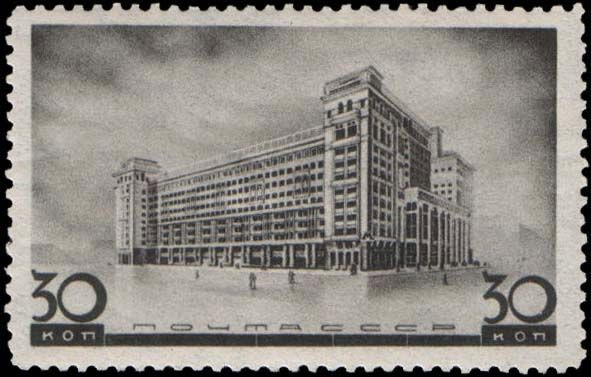
Гостиница «Москва» на почтовой марке СССР, 1937

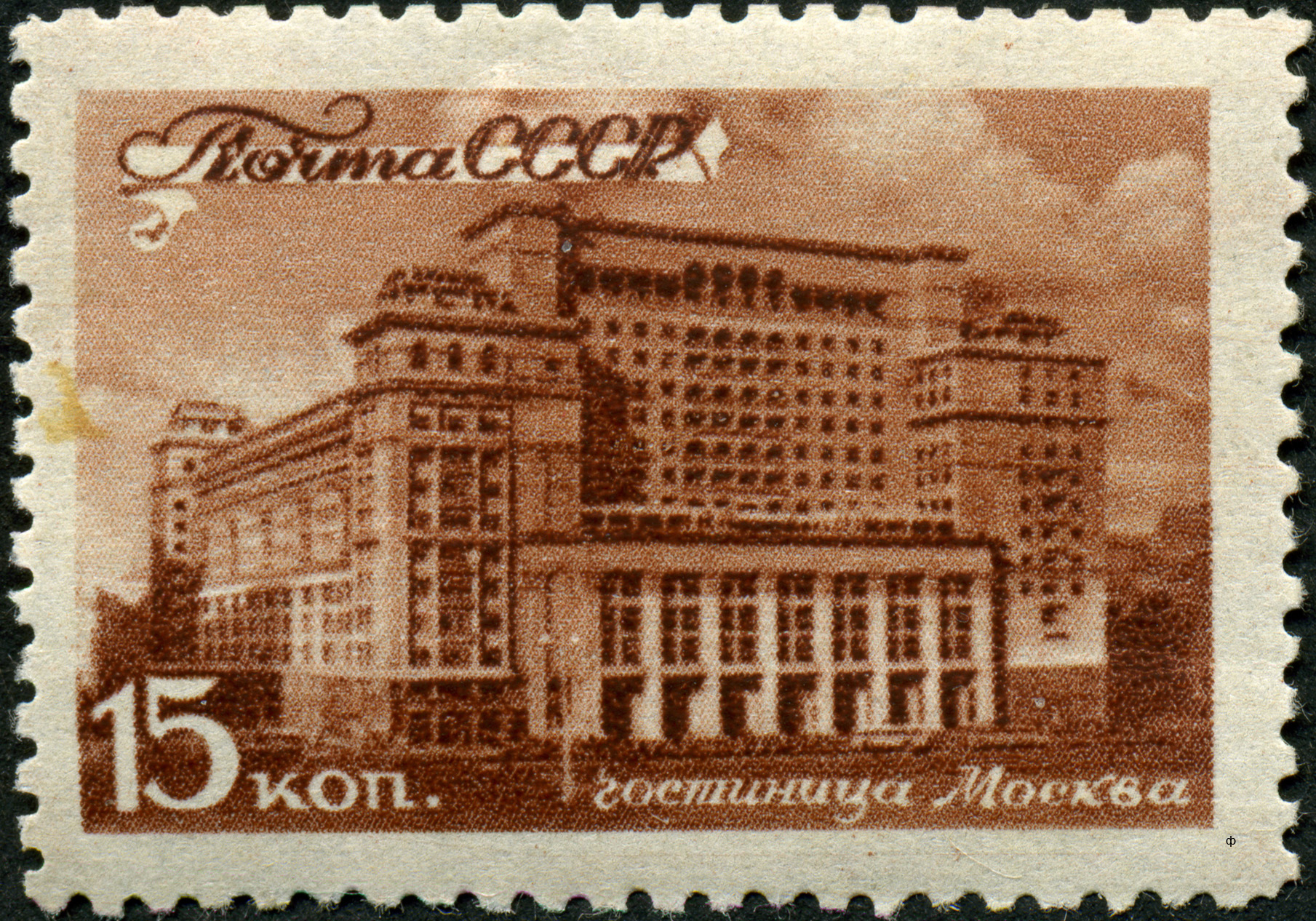
Гостиница «Москва» на почтовой марке СССР, 1946

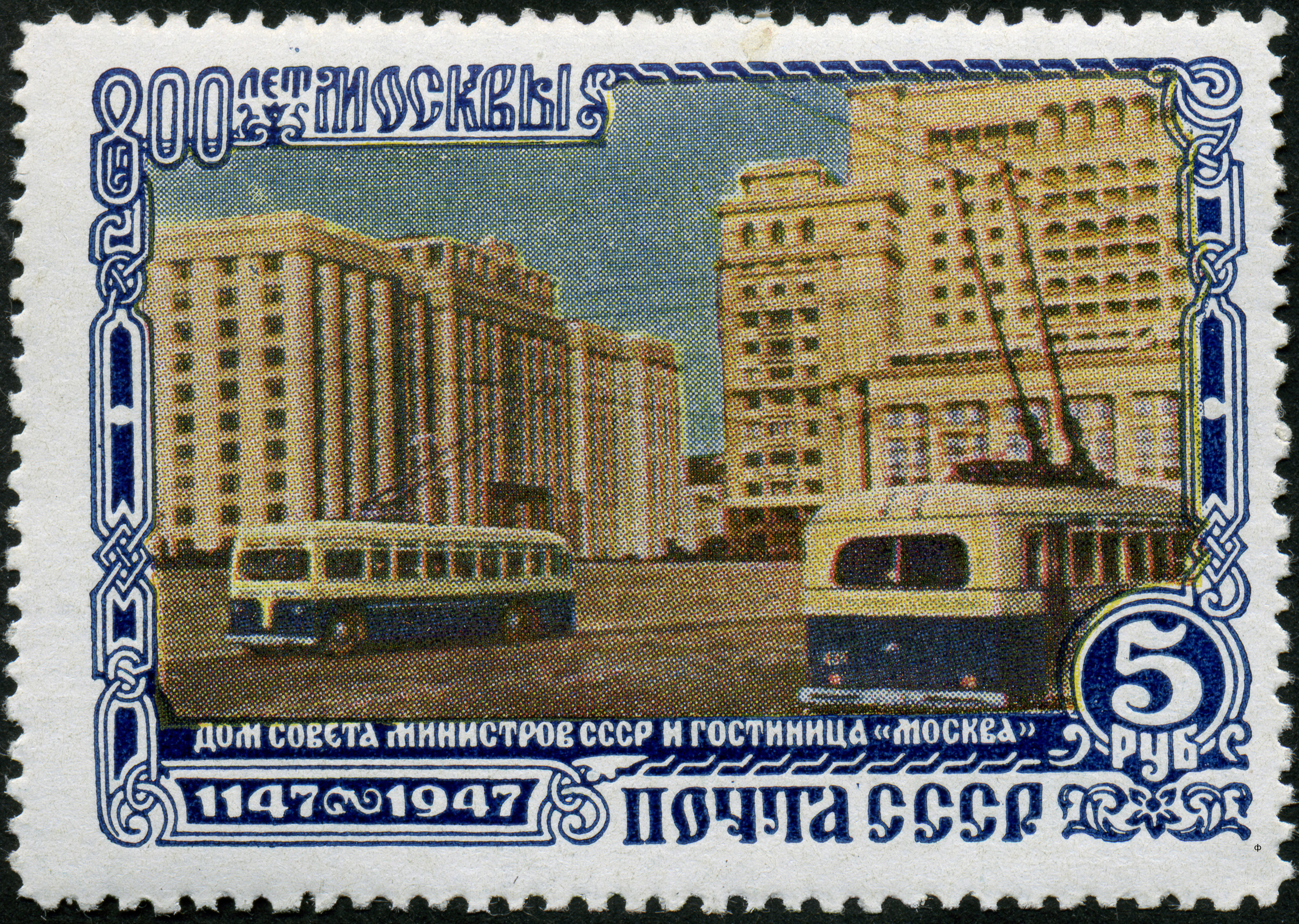
Здание Совета министров СССР (слева) и фрагмент гостиницы «Москва» на почтовой марке СССР, выпущенной к 800-летию Москвы, 1947

Гостиница «Москва», занимающая целый квартал, стала одной из первых гостиниц, построенных в советской Москве. Массивное здание играет доминирующую роль в формировании района, непосредственно прилегающего к Кремлю. «Москва» отличается сложной архитектурной пластикой, призванной согласовать строение с соседствующими Кремлём и зданием Исторического музея.
Охотный ряд, считавшийся из-за рыночной торговли в начале XX века одним из самых антисанитарных районов города, стал первым московским районом, подвергшимся коренной реконструкции в 1920-е годы. Ещё в 1922 году здесь планировали возвести Дворец труда. Проведённый представительный конкурс на лучший проект не привёл к воплощённым результатам. В силу финансовых трудностей строительство было отложено. Однако работы по реконструкции застройки начались: в том же году снесли часовню Александра Невского на Манежной площади, в 1924 году начался массовый снос торговых лавок в южной части Охотного Ряда (преимущественно деревянные строения). В 1928 году снесли церковь Параскевы Пятницы, а всю рыночную торговлю перенесли на Цветной бульвар.
В середине 1931 года объявили открытый конкурс на строительство новой гостиницы Моссовета, на который было подано 6 проектов. Два из них выполнили архитекторы Госпроекта (первый — Г. Б. Бархин и Н. Н. Юргенсон, второй — И. П. Лобов), два — архитекторы Мосстроя (авторы первого Б. Н. Блохин, А. М. Зальцман и Я. А. Корнфельд, второго — О. А. Стапран и А. А. Зубин), по одному проекту выполнили П. А. Голосов и Институт сооружений. Так как конкурс не принёс желаемых результатов, Моссовет поручил Моспроекту провести ещё один, уже закрытый конкурс среди своих сотрудников. Первый проект выполнили сотрудники архитектурной мастерской А. В. Щусева О. А. Стапран и Л. И. Савельев, при консультировании Щусева, второй коллектив авторов (А. А. Кеслер и И. З. Вайнштейн) консультировал М. Я. Гинзбург, третий заказ получил работавший в то время в Москве немецкий архитектор Бруно Таут.
По итогам закрытого конкурса лучшим признали проект молодых сотрудников щусевской мастерской Стапрана и Савельева и приняли его к реализации. Проект был решён в духе конструктивизма и входил в очевидное противоречие со сложившимся историческим обликом района. Суровый аскетизм массивного здания не увязывался с ансамблем Кремля, застройкой Охотного Ряда, Тверской и Моховой улиц. К тому же следует иметь в виду, что в начале 1930-х годов в советской архитектуре начался процесс отхода от авангардных направлений, наметился явный поворот в сторону переосмысления классического наследия прошлого, впоследствии приведший к возникновению архитектуры «сталинского ампира».
В 1932 году Московский городской совет установил три очереди проектирования и последовательного производства строительных работ: первой должна была возводиться часть здания, выходящая на Охотный ряд и на, тогда ещё доходящую до Кремля, Тверскую улицу (снос зданий для создания Манежной площади начался в 1932 году); ко второй очереди была отнесена круглая часть, выходящая на бывшую Театральную площадь (площадь Свердлова); к третьей, последней, очереди отнесли реконструкцию и надстройку дореволюционного здания «Гранд-отеля» (Большой Московской гостиницы).

### Строительство первой очереди
Строительство гостиницы начали весной 1932 года. Сначала Моссовет поручил вести работы Металлострою, затем заказ передали Мосстрою, а в августе того же года создали Управление по строительству гостиницы Моссовета — самостоятельную организацию, прямо подчинённую президиуму Моссовета. Строительство такого масштабного здания было сложной задачей для страны и поэтому в проект были включены уже имеющиеся здания Гранд-Отеля (гостиницы «Московская»), где были сохранены шикарные интерьеры знаменитого дореволюционного ресторана, в котором некогда пел Ф. И. Шаляпин.
В качестве соавтора, призванного исправить «ошибки» проекта, пригласили Алексея Щусева. Каркасная коробка здания к тому времени уже достраивалась, и внести значительные изменения не представлялось возможным. Однако Щусев с большой изобретательностью и тактом внёс изменения в проект, добавив лаконичный декор в духе неоклассицизма, не нарушив при этом конструктивистскую основу проекта здания. В результате появился строгий и монументальный восьмиколонный портик высотой в шесть этажей с открытой террасой, просторные лоджии-аркады по центру главного фасада, многочисленные балконы. Углы здания были акцентированы башенками. Само здание приобрело бо́льшую пластичность благодаря более выраженному членению главного фасада.
Здание изначально планировалось разновеликим: главный фасад имел 14 этажей; корпус, выходящий на Охотный Ряд — 10. Центральный фасад после сноса в 1938 году целого квартала зданий, включавшего здания «Экспортхлеба» и гостиницы «Лоскутная», получил прямой выход на Манежную площадь и был ориентирован на планировавшийся к строительству Дворец Советов, с которым должен был образовать архитектурную связку.

### Строительство второй очереди

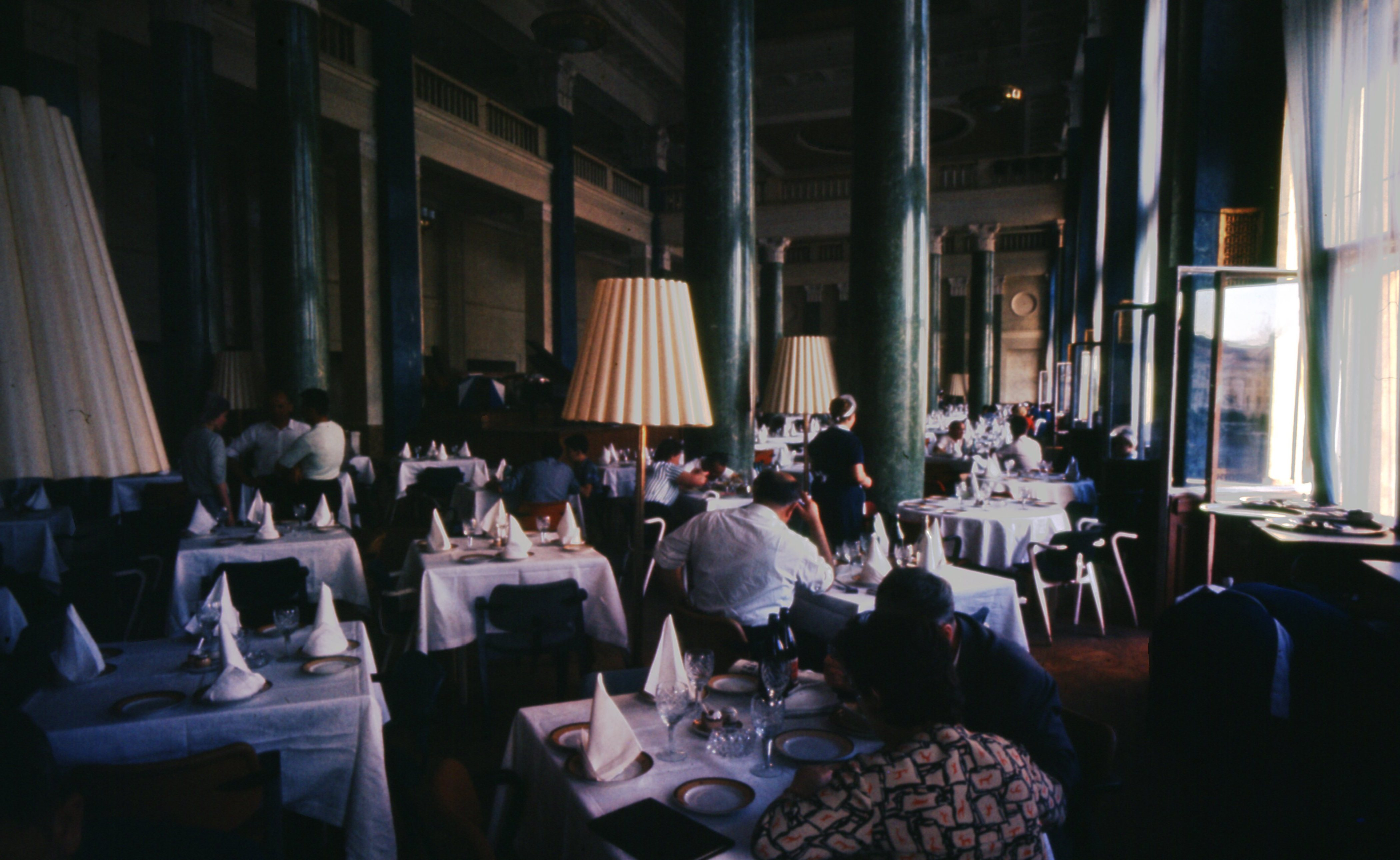
Ресторан гостиницы «Москва». Фото Томаса Хаммонда, 1979 год

Тогда же Щусев выполнил эскизы второй очереди гостиницы, но до строительства новых корпусов дело не дошло. 10-этажный корпус, выходящий на площадь Революции (фасадом на здание Музея Ленина), и 6-этажный, обращённый к Театральной площади, начали строить только в 1968 году. Архитекторы А. Б. Борецкий, А. А. Дзержкович, И. Е. Рожин, Д. С. Солопов и В. А. Щелкановцева в целом учли композиционные идеи, заложенные предшественниками.
Вторая очередь гостиницы была сдана в эксплуатацию в 1977 году, к 60-летию Октябрьской революции; тем самым корпуса гостиницы «Москва» заняли собой целый квартал. Однако декор новых корпусов получился более сухим по рисунку; 6-этажный корпус вообще был решён в духе обыкновенной бетонной коробки, что внесло, по мнению некоторых специалистов, резкий диссонанс в ансамбль Театральной площади.

### Сталин и гостиница «Москва»

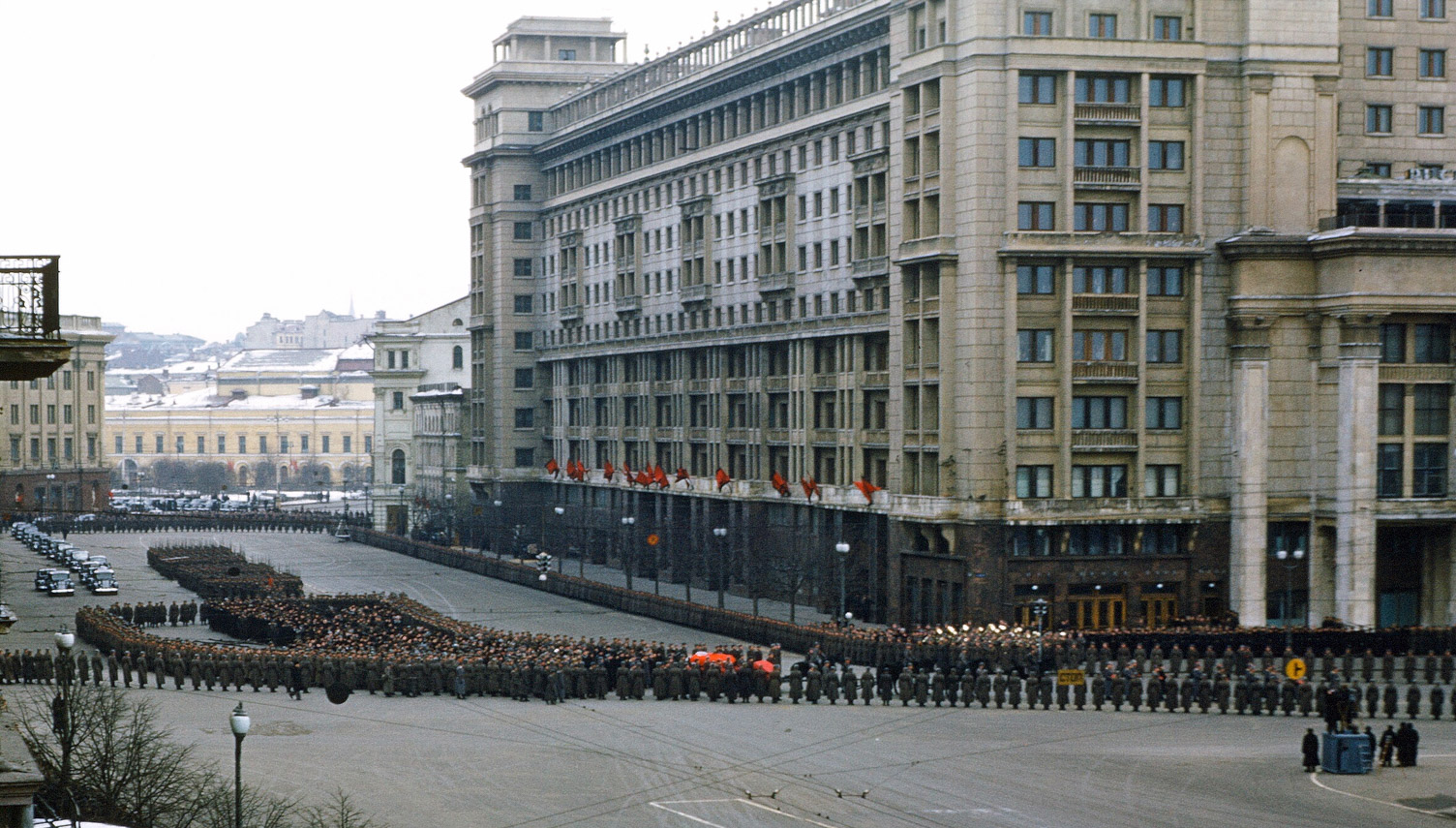
Похоронная процессия Сталина, проходящая вдоль гостиницы «Москва», 1953 год

Существует легенда о том, что И. В. Сталин лично утверждал окончательный проект гостиницы, представленный Щусевым, и именно это обстоятельство стало причиной заметной асимметрии главного фасада здания и того, что его ризалиты отличаются друг от друга. Согласно этой легенде, архитектор для утверждения подготовил проект главного фасада с двумя вариантами оформления, которые были совмещены в одном чертеже и разделялись осью симметрии: на правой части чертежа был изображён более строгий вариант, на левой части — вариант с бо́льшим количеством декоративных деталей. Сталин поставил свою подпись посредине: уточнить, что именно имел в виду Иосиф Виссарионович, никто из проектировщиков не решился, и Щусев реализовал в одном фасаде оба варианта оформления, в буквальном соответствии с утверждённым чертежом.

## Новое здание
В 2004 году мэр Москвы Юрий Лужков принял решение снести историческое здание и построить на его месте современное, с сохранением схожего архитектурного облика. Московские градозащитники делали попытки сохранить здание гостиницы, однако безуспешно. После его сноса в 2004 году открылся красивый вид на Кремль и окружающую его застройку, что вновь заставило специалистов говорить об отмене проекта. Появилось предложение разбить общественный парк на этом месте, мотивированное, в том числе, повышением туристической привлекательности центра города — однако московские власти, будучи соинвесторами строительства, не пошли на это.
Проект нового здания был разработан архитектором ГУП «Моспроект-2 имени М. В. Посохина» В. В. Колосницыным. Заказчиком реконструкции являлось ОАО «Декмос» (51 % которого принадлежало американской компании Decorum Corp., 49 % — правительству Москвы), который должен был построить новое здание отеля к середине 2008 года, вложив более 800 млн долларов США. Генеральный подрядчик строительства — ЗАО «Штрабаг» (российское представительство австрийского строительного концерна Strabag SE).
Строительство нового отеля затянулось почти на десять лет. Летом 2005 года из строительного котлована на месте снесённой гостиницы было извлечено 1160 кг тротила времён Великой Отечественной войны. Предположительно, взрывчатку заложили в подвалах здания в 1941 году с тем, чтобы подорвать его в случае взятия города.
Новое здание гостиницы было построено к 2013 году и в том же году было введено в эксплуатацию. Общая площадь комплекса составляет 183 000 м². Одна из башен получила дополнительные окна, которые отсутствовали у старого здания из-за своего положения.
Отель на 180 номеров под брендом Four Seasons (Four Seasons Hotel Moscow) открылся в октябре 2014 года — цены на номера здесь одни из самых высоких в Москве. По приблизительным оценкам, стоимость отеля составляет как минимум 10 млрд руб. Помимо гостиничных номеров и частных апартаментов, в комплекс вошли торговые площади, офисы и конгресс-центр. В галерее «Модный сезон» открылся кинотеатр «Москва», 17 залов которого рассчитаны на 343 человека (самый большой из залов — на 42 зрителя, самый маленький — на 8 персон). Торговой частью здания управляет компания Sawatzky.
В ходе строительства отеля неустановленные лица украли более 87 млн долларов из выделенных городом на строительство. По мнению профессора МАРХИ Вячеслава Глазычева, целью реконструкции и было воровство, так как никакой особой потребности в сносе гостиницы, построенной в начале 1930-х годов, не было.
С 2022 года отель сменил название на The Legend of Moscow, в то же время собственник остался тем же.

## Собственники
Девелопером участка выступило ОАО «Декмос», в ходе строительства гостиницы неоднократно менявшее своих владельцев. До декабря 2008 года 51 % «Декмоса» принадлежали американской компании Decorum Corp., 49 % — правительству Москвы. Основного владельца «Декмоса», компанию «Декорум», связывали с бывшим депутатом Госдумы Ашотом Егиазаряном. Хотя Егиазарян всячески отрицал свою причастность и сперва заявлял, что лишь курирует строительство отеля как депутат, избранный от Москвы, сам он вместе с братом Артёмом и партнёром Дмитрием Фетисовым позднее подал иск к новому совладельцу «Москвы» Сулейману Керимову: в ноябре 2014 года Международный арбитражный суд в Лондоне вынес решение, согласно которому Керимов должен компенсировать Егиазаряну 250 млн долларов, потраченные им на строительство отеля.
В 2008 году «Декмос» допустил дефолт по кредиту Deutsche Bank. В результате кредит в размере 87,5 млн $ был погашен правительством Москвы. Весной 2009 года после ряда сделок в проект реконструкции отеля вошла компания Сулеймана Керимова «Нафта Москва», приобретя долю 25,5 % в компании «Декмос». В мае 2010 года, по словам гендиректора компании «Штрабаг» Александра Ортенберга, «Нафта Москва» должна была вернуть городу деньги за кредит Deutsche Bank и стать основным акционером «Декмоса».
В этот же период на какое-то время совладельцем гостиницы «Москва» стал Аркадий Ротенберг: весной 2010 года в интервью «Коммерсанту» он сообщил, что ему и его партнеру по СМП банку Константину Голощапову принадлежит по 12,5 % «Декмоса» (при этом, по словам Ротенберга, акции Голощапова были записаны на его супругу). Таким образом, их совокупная доля составляла 25 %, 26 % владел Керимов, остальные 49 % принадлежали городу.
В 2011 году долю правительства Москвы в ОАО «Декмос» выкупила группа «БИН», связанная с семьёй Гуцериевых и Микаилом Шишхановым.
На 2 июля 2014 года, по данным СПАРК, компанией «Декмос» владели два кипрских офшора — Lansgrade Holdings LTD (51 %), выгодоприобретателем которого являлся Сулейман Керимов и Krokosco Construction LTD (49 %), принадлежащий структуре группы «БИН» Гуцериевых и Шишханова. В декабре 2014 года БИН продал свою долю структурам Керимова. В то же время, согласно данным РБК, уже с 2011 и вплоть до конца 2014 года все акционеры гостиницы «Москва» действовали в интересах Керимова.
В 2015 году стало известно, что Сулейман Керимов продал сначала торговую галерею «Модный сезон», а затем и всю гостиницу «Москва» белорусским предпринимателям, владельцам «Горбушкина двора» Юрию и Алексею Хотиным. По данным одного источника, «Хотины купили отель, не торгуясь», согласно другому источнику, сделка была безденежной — взамен Керимов получил помощь Хотиных в развитии других активов.

## В культуре
- Силуэт гостиницы «Москва» помещён на этикетку водки «Столичная».
- Тема проектирования гостиницы затрагивается в романе Анатолия Рыбакова «Дети Арбата» и книге Виктора Суворова «Контроль».
- В фильме режиссёра Григория Александрова «Цирк» (1936) можно увидеть вид на Театральную площадь из ресторана на крыше гостиницы «Москва».

## Фотографии

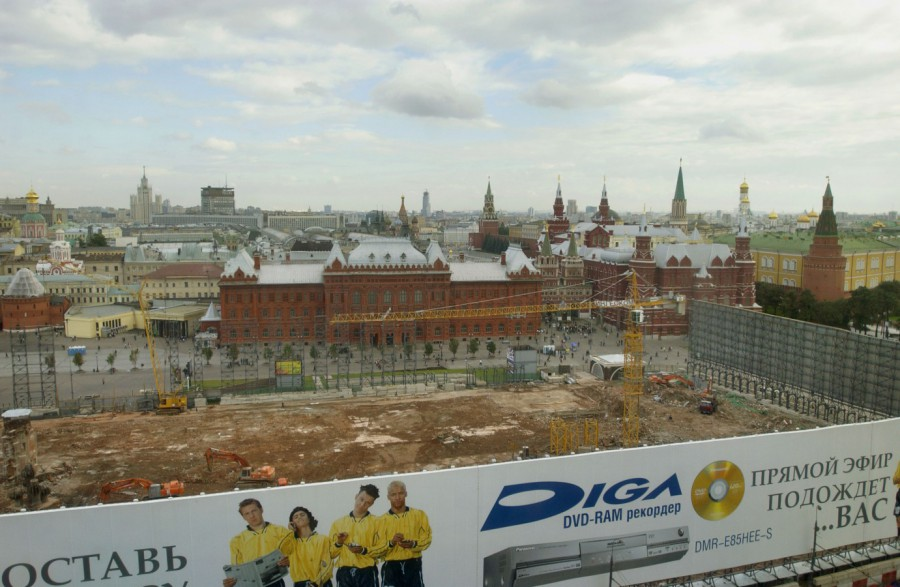
Вид на здания бывшей Городской думы и Исторического музея, открывшийся после сноса гостиницы
Отгороженное место стройки с рекламой ЦУМа
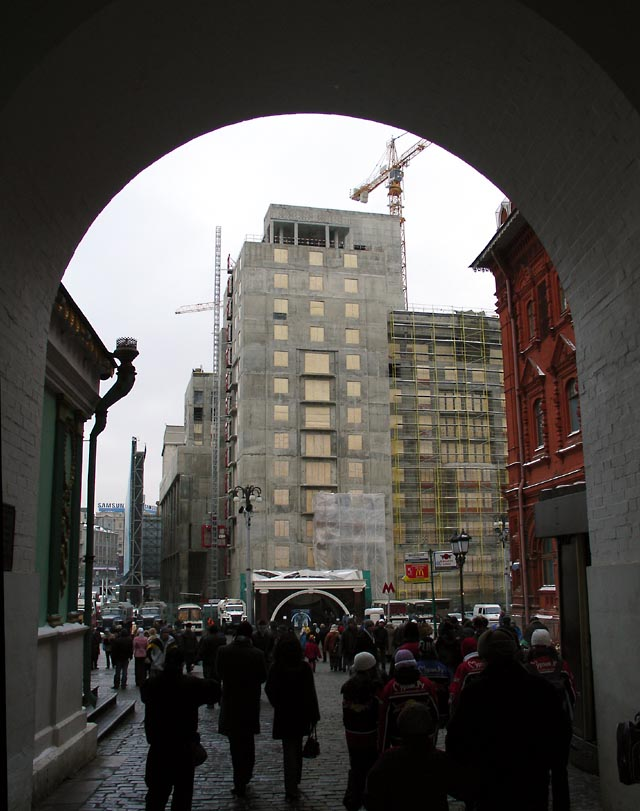
Вид на строительство новой гостиницы с стороны Воскресенских ворот, 2007
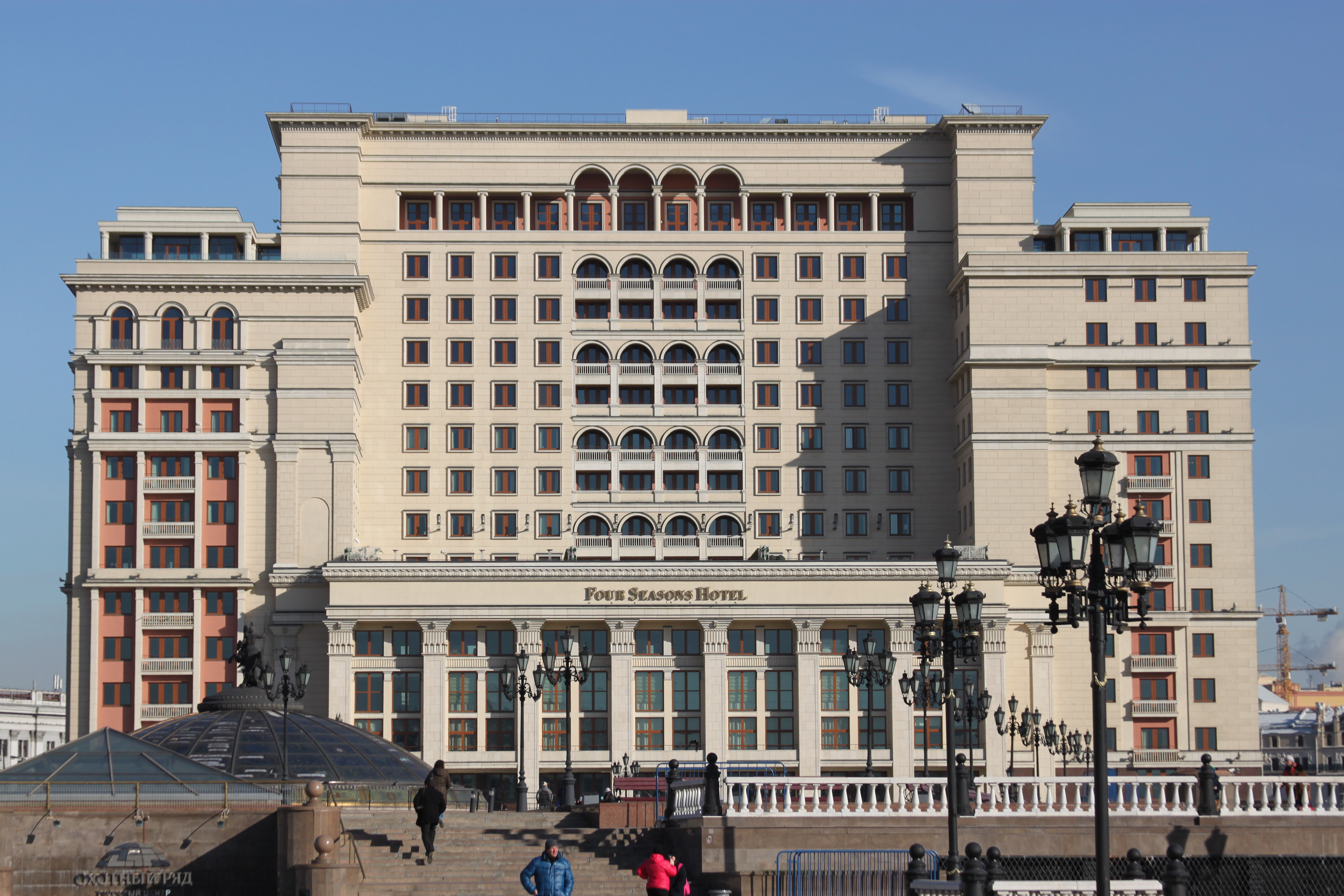
Вид на асимметричный западный фасад гостиницы со стороны Манежной площади и Александровского сада
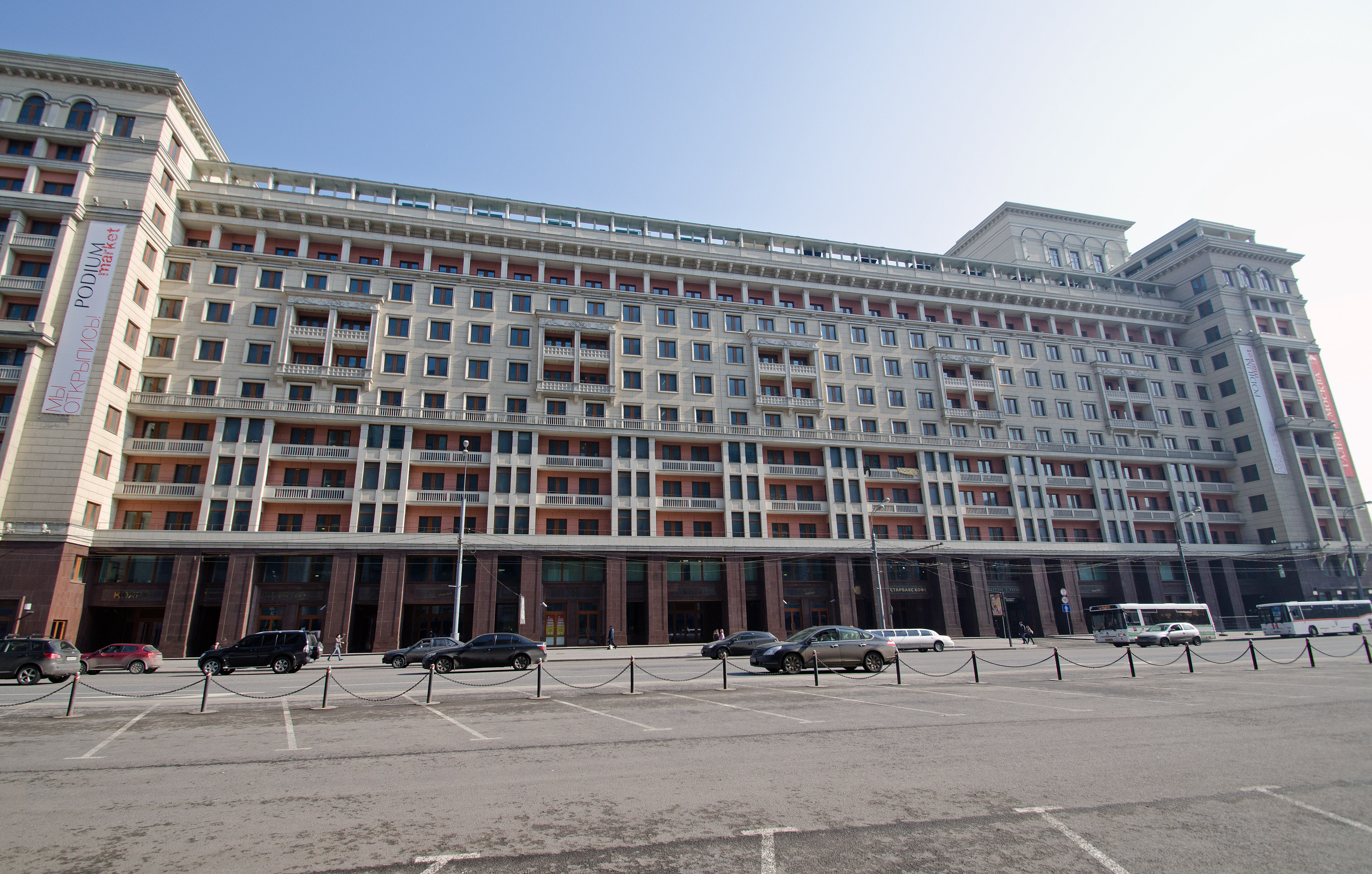
Вид на боковой фасад со стороны здания Государственной думы
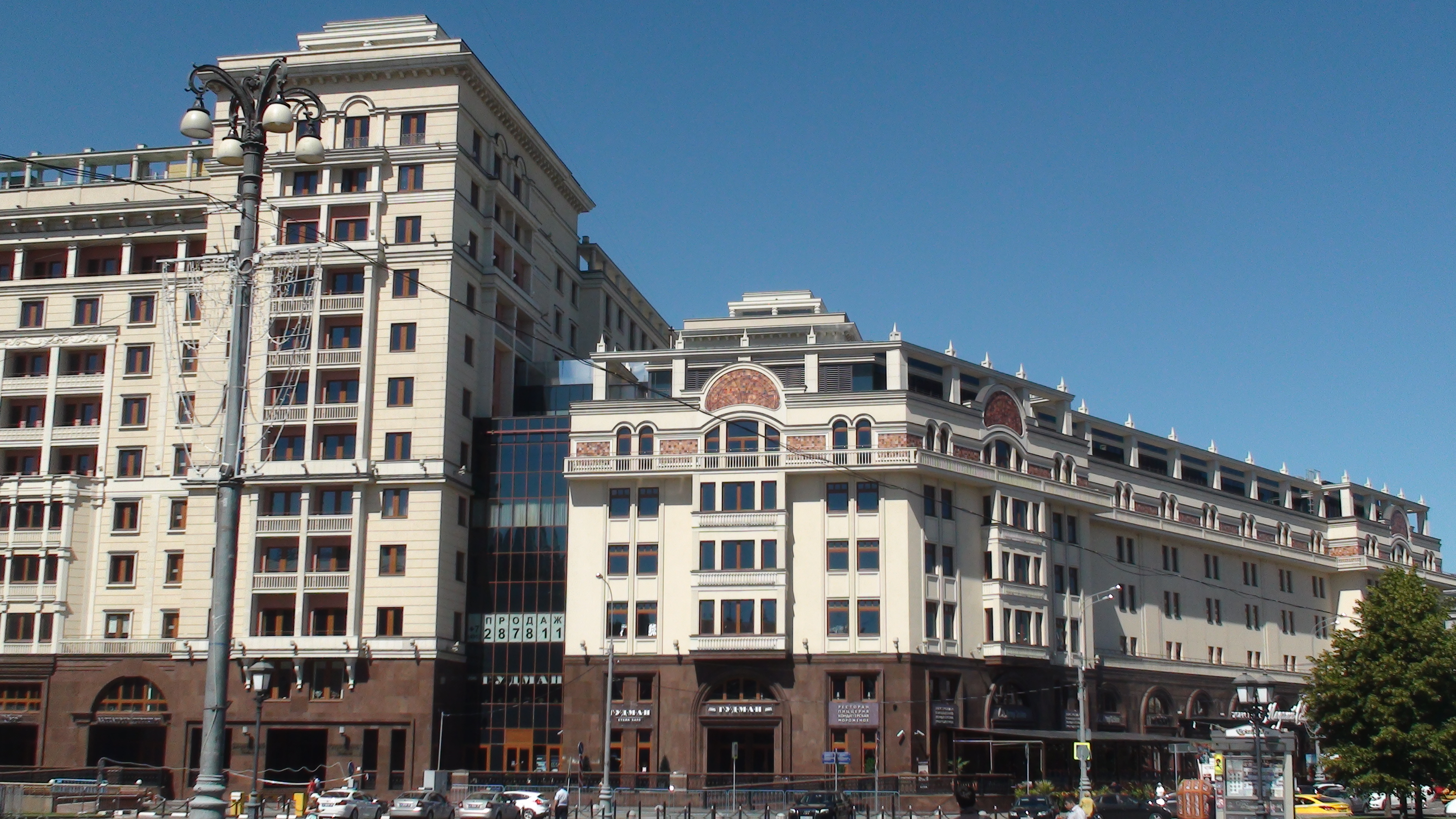
Вид на боковой фасад со стороны станции метро «Площадь Революции»
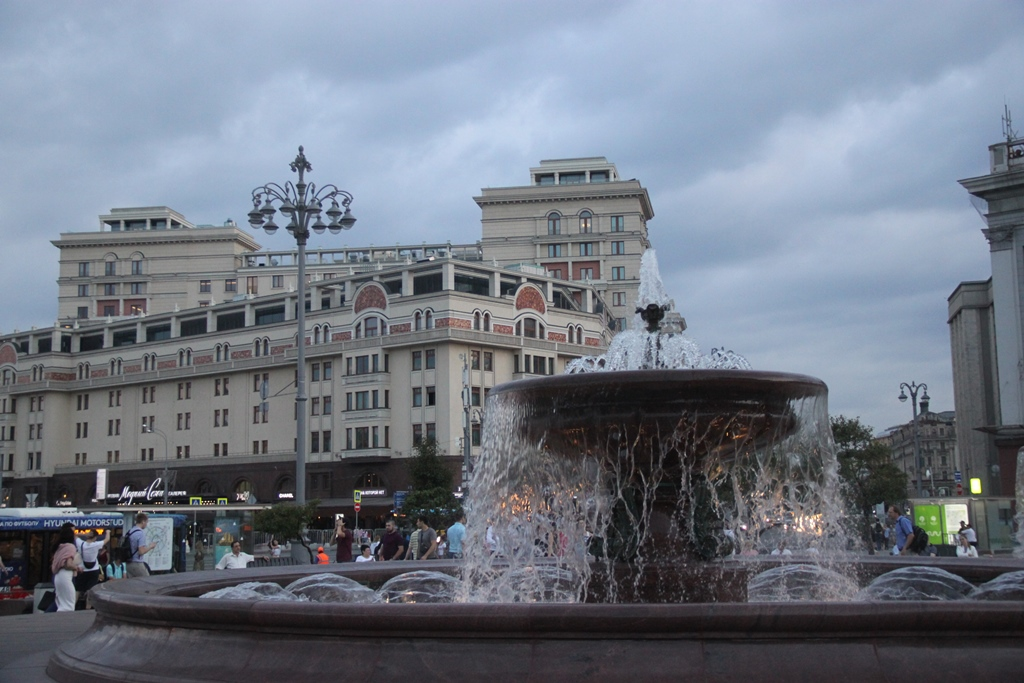
Вид на фасад здания со стороны Театральной площади